# Pantolambdidae
Pantolambdidae (лат.) — вымершее семейство млекопитающих из подотряда пантодонтов отряда цимолестов. Ископаемые остатки Pantolambdidae найдены в палеоценовых отложениях на территории Северной Америки. Крупные для своего времени растительноядные млекопитающие, размерами с большую овцу, внешне напоминавшие современных кошачьих.

## Классификация
По данным сайта Paleobiology Database, на январь 2022 года в семейство включают 2 вымерших рода:
- Caenolambda Gazin, 1956
- Pantolambda Cope, 1882typus